# Zalo
Zalo là một ứng dụng nhắn tin nhanh đa nền tảng của Việt Nam. Ngoài Việt Nam, ứng dụng này còn được sử dụng tại các quốc gia như Hoa Kỳ, Nhật Bản, Hàn Quốc, Úc, Đức, Myanmar và Singapore.
Tháng 8 năm 2012, Zalo ra mắt phiên bản thử nghiệm đầu tiên. Tên gọi “Zalo” là sự kết hợp của “Zing” (một chuỗi sản phẩm thành công trước đó của VNG trên nền tảng web) và “Alo” (lời chào quen thuộc khi nghe điện thoại ở Việt Nam). Bốn tháng sau, Zalo ra mắt phiên bản chính thức.
Tính đến hết tháng 10 năm 2024, Zalo có khoảng 77,6 triệu người dùng thường xuyên hàng tháng với khoảng gần 2 tỷ tin nhắn được gửi đi mỗi ngày. Hiện tại, Zalo đã phủ sóng 63/63 tỉnh thành Việt Nam, các vùng hải đảo vùng sâu vùng xa, và hiện có mặt tại hơn 23 quốc gia trên thế giới.

## Sáng lập
Ông Vương Quang Khải là nhà sáng lập Zalo. Sau khi du học Hoa Kỳ theo học bổng VEF, ông về Việt Nam vào năm 2007. Ông đã xây dựng cổng thông tin Zing và dịch vụ nhắn tin Zalo. Gần đây, ông tập trung vào lĩnh vực AI, phát triển trợ lý Kiki và công nghệ xử lý giọng nói.
Ông Vương Quang Khải có bằng kỹ sư Công nghệ thông tin từ Đại học Bách khoa Hà Nội, và tốt nghiệp thạc sĩ Khoa học Máy tính tại Đại học Columbia, Hoa Kỳ.

## Lịch sử phát triển

### Giai đoạn ra mắt sản phẩm
Tên gọi của Zalo được kết hợp từ Zing (trang tin điện tử được quản lý bởi VNG) và alo (cụm từ dùng để bắt cuộc gọi ở Việt Nam).
Phiên bản thử nghiệm đầu tiên của Zalo được ra mắt vào tháng 8 năm 2012, mất 8 tháng kể từ khi bắt đầu phát triển vào cuối năm 2011. Đến tháng 9 cùng năm, Zalo mới phát hành phiên bản trên 3 nền tảng iOS, Android và Nokia S40. Tuy nhiên, Zalo không nhận được sự quan tâm do có nhiều cản trở khi tiếp cận người dùng, như dùng Zing ID để đăng nhập hay sử dụng nền tảng web cho ứng dụng trên điện thoại di động.
Tháng 12 năm 2012, phiên bản chính thức của Zalo mới được tung ra thị trường. Ngày 8 tháng 1 năm 2013, Zalo lần đầu tiên chiếm vị trí dẫn đầu trên bảng xếp hạng App Store ở Việt Nam, vượt qua đối thủ mạnh nhất lúc đó là WeChat của Trung Quốc.
Ưu điểm của Zalo khi đó là nhắn tin ổn định trên mọi hạ tầng như 2G, 2.5G, 3G, 4G và Wi-Fi. Do đặt máy chủ tại Việt Nam nên tốc độ nhắn tin của Zalo cũng vượt trội, cũng như tiết kiệm pin hơn so với các phần mềm ngoại.
Tháng 3/2013, Zalo đạt cột mốc 1 triệu người dùng đầu tiên và nhanh chóng tăng lên 2 triệu người dùng chỉ sau 2 tháng sau đó, vượt qua tất cả đối thủ quốc tế, bao gồm cả Viber.
Ngày 21 tháng 10 năm 2023, Zalo đã cập nhật tính năng Zalo AI Avatar cho phép người dùng thoả sức sáng tạo ảnh avatar zalo từ AI.

### Giai đoạn tăng trưởng
Tháng 3/2014, Zalo đạt 10 triệu người dùng với 120 triệu tin nhắn gửi đi mỗi ngày, chiếm lĩnh 50% thị trường smartphone tại Việt Nam.
Tháng 2/2016, Zalo đạt 45 triệu người dùng, với tốc độ tăng trưởng 1 triệu người dùng mới mỗi tháng.
Tháng 2/2017, Zalo đạt ngưỡng 70 triệu người dùng, chiếm xấp xỉ 75% dân số Việt Nam.
Đây cũng là giai đoạn mà Zalo bổ sung thêm nhiều tính năng vào nền tảng của mình như gọi điện, gọi điện video, official account (tài khoản kết nối người dùng – tổ chức) bên cạnh tính năng nhắn tin.

### Giai đoạn dẫn đầu thị trường
Từ giữa năm 2020, Zalo vươn lên trở thành ứng dụng nhắn tin và liên lạc số 1 Việt Nam cả về tỉ lệ sử dụng lẫn mức độ được yêu thích. 
Từ năm 2021 đến nay, Zalo không ngừng cập nhật các tính năng mới, tiêu biểu như Short video (video ngắn), các tính năng tăng cường bảo mật (mã hóa đầu cuối E2EE, tin nhắn tự động xóa…) và nhiều cải thiện khác bên trong sản phẩm.
Năm 2021, Zalo ra mắt tính năng Zalo Connect, giúp hỗ trợ người dân vùng dịch kết nối và giúp đỡ lẫn nhau.
Từ năm 2022 đến nay, Zalo cũng mang đến loạt tính năng trí tuệ nhân tạo, bao gồm eKYC (2022), Text to speech (2023), Voice to text (2023), Zalo AI Avatar (2023), Voice dictation (2024), zSticker AI (2024)…

## Những tính năng chính
- Nhắn tin miễn phí, có thể đính kèm biểu tượng cảm xúc, hình ảnh và video.
- Ghi âm và gửi tin nhắn thoại.
- Gọi điện miễn phí (bao gồm gọi thoại và video call).
- Chia sẻ và bình luận trạng thái (nhưng chỉ xem được bình luận của bạn bè chung).
- Chia sẻ tập tin và lưu trữ tại mục Cloud của tôi.
- Tạo nhắc hẹn (có thể đặt giờ lặp lại ngày đã chọn)
- Thanh toán bằng thẻ tín dụng qua ZaloPay.
- Có thể truy cập Zalo trên trình duyệt web hoặc sử dụng bằng phần mềm cài trên máy tính.

## Thành tựu & Vinh danh
- Vào tháng 4 năm 2013, Zalo nhận giải thưởng Sao Khuê 2013 - giải thưởng tôn vinh các sản phẩm khoa học – công nghệ xuất sắc của Việt Nam, do Hiệp hội phần mềm và dịch vụ thông tin Việt Nam (VINASA) trao tặng.[21]
- Tháng 2/2013, Zalo nằm trong “Top ứng dụng di động sáng tạo nhất” do trang tin quốc tế TechinAsia bình chọn.[22]
- Tháng 1/2019, tại sự kiện do Bộ Thông tin & Truyền thông tổ chức, Thủ tướng Chính phủ Nguyễn Xuân Phúc khẳng định vai trò của ứng dụng Zalo đối với đời sống người dân Việt Nam “Ở đâu có người Việt, ở đó có Zalo”.[23]
- Năm 2021, tính năng Zalo Connect được vinh danh là “Giải pháp Công nghệ Việt sáng tạo”, tại Tech Awards do VnExpress.net tổ chức[24]
- Tháng 3 năm 2022, Zalo nhận giải thưởng Global Brand Awards của tạp chí quốc tế Global Brand Magazine, được đánh giá là ứng dụng nhắn tin hàng đầu Việt Nam, bên cạnh WeChat và WhatsApp.[25][26]
- Theo báo cáo "The Connected Consumer Q4 2022" do MMA Việt Nam và Decision Lab công bố mới đây, Zalo tiếp tục là ứng dụng nhắn tin được sử dụng nhiều nhất Việt Nam 2022.[27]
- Theo khảo sát của Decision Lab trong quý IV năm 2021, có đến 48% số người được hỏi đều sử dụng Zalo để liên lạc với người thân, trong khi đó, con số này của Facebook và Messenger lần lượt là 27% và 20%.[28][29]
- Nhận giải Ứng dụng nhắn tin đa chức năng xuất sắc nhất năm 2024 của Sensor Tower APAC Awards.[30]

## Tranh cãi và bê bối

### Hoạt động thiếu giấy phép
Vào tháng 7 năm 2019, Thanh tra Sở Thông tin và Truyền thông TP.HCM đã có văn bản đề nghị các bên đăng ký và quản lý tên miền tiến hành thu hồi hai tên miền của Zalo là Zalo.vn và Zalo.me của công ty cổ phần VNG do hoạt động mạng xã hội mà không xin phép. Trước đó, việc Zalo không đăng ký hoạt động mạng xã hội đã được phát hiện từ năm 2018 và đã bị xử phạt, nhưng Sở vẫn để tên miền này hoạt động để tạo điều kiện cho Zalo bổ sung các giấy tờ cấp phép.
Bắt đầu từ ngày 11 tháng 11 năm 2019, tên miền Zalo.vn bị dừng hoạt động trong vòng 45 ngày để các cơ quan chức năng xử lí hành vi vi phạm, mặc dù VNG đã nộp hồ sơ. Theo một nguồn tin cho biết, hồ sơ của Zalo nộp lên chưa đủ điều kiện để được cấp phép nên bị tạm ngừng trong 45 ngày để Zalo khẩn trương hoàn thiện hồ sơ.
Đến ngày 24/12/2019, Zalo chính thức được cấp giấy phép mạng xã hội trở lại.

### Làm lộ thông tin người dùng
Để sử dụng chức năng Tìm kiếm quanh đây, người sử dụng phải bật chế độ định vị, khi đó Zalo sẽ quét được toàn bộ người lạ ở xung quanh trong vòng bán kính đến vài km. Tuy nhiên, Zalo lại mặc định bật chế độ này trên ứng dụng di động khiến bất kỳ ai cũng có thể bị lộ vị trí cá nhân khi chức năng định vị được bật.
Tháng 5 năm 2022, Zalo đã áp dụng phương thức mã hóa đầu cuối (E2EE) cho các cuộc trò chuyện cá nhân trên ứng dụng di động, Zalo PC hay phiên bản web nhằm tăng cường bảo mật thông tin người dùng.

### Zalo thu phí người dùng, hạn chế một số tính năng của người dùng phổ thông
Từ ngày 1 tháng 8 năm 2022, Zalo thu phí người dùng, đối với tài khoản miễn phí sẽ bị hạn chế một số tính năng nhất định. Ngay sau đó Zalo nhận về nhiều đánh giá 1 sao trên App Store và Google Play, bị nhiều người dùng tẩy chay, đe doạ xoá ứng dụng. Việc Zalo triển khai thu phí gây ảnh hưởng chủ yếu tới khách hàng doanh nghiệp, không ảnh hưởng nhiều tới người dùng phổ thông.
Đầu năm 2025, Zalo bất ngờ thu mức phí khá cao đối với yêu cầu tạo tài khoản mới. Cụ thể, nhiều người dùng gần đây cho biết khi đăng ký tài khoản Zalo bằng số điện thoại mới, họ sẽ phải gửi một tin nhắn đến tổng đài của dịch vụ này để nhận mã OTP (mật khẩu sử dụng một lần) để kích hoạt, với giá tin nhắn lên tới 5.000 đồng. Ngoài phí kích hoạt mới tài khoản, người dùng có yêu cầu cấp mới mật khẩu cũng mất chi phí 1.000 đồng/lần. Gần đây nhất, hãng cũng âm thầm "cắt" một nửa dung lượng lưu trữ đám mây, từ 1 GB xuống còn 500 MB. Tương tự với động thái trên, người dùng có nhu cầu buộc phải mua gói cước mở rộng bởi ở thời điểm này, dung lượng lưu trữ 500 MB gần như không lưu được gì quan trọng. Thay đổi chính sách về bộ nhớ miễn phí đã gây phản ứng dữ dội từ cộng đồng người dùng, không chỉ bởi cách nhà phát triển ứng dụng thu phí mà còn bởi cách họ làm lẳng lặng, không có bất kỳ thông báo tới khách hàng của mình và chỉ bị phát hiện bởi nhóm nhỏ người dùng.